# Elezioni federali in Svizzera del 2015
Le elezioni federali in Svizzera del 2015 si sono tenute il 18 ottobre, per il rinnovo del Consiglio nazionale e per il primo turno dei componenti del Consiglio degli Stati; i ballottaggi di quest'ultimo si sono svolti in diversi cantoni fino al 22 novembre.
I risultati mostrarono uno spostamento dei voti, a causa delle preoccupazioni relative all'immigrazione dei rifugiati, verso la destra e registrarono un aumento dei consensi verso i tre maggiori partiti.
L'Unione Democratica di Centro ottenne un numero record di seggi, ottenendo un terzo dei 200 seggi della camera bassa, con una percentuale di voti che fu la più alta di ogni altro partito politico svizzero dal 1919, quando venne introdotta la rappresentanza proporzionale, e ricevette più seggi al Consiglio nazionale di ogni altro partito politico dal 1963, quando il numero di seggi era a 200.
Le elezioni federali furono seguite dalle elezioni per il Consiglio federale il 9 dicembre 2015, dove l'UDC ottenne un secondo seggio consiliare.

## Risultati

### Consiglio Nazionale
| Liste  | Liste                                 | Voti      | %     | Seggi |
| ------ | ------------------------------------- | --------- | ----- | ----- |
|        | Unione Democratica di Centro          | 734 171   | 29,43 | 65    |
|        | Partito Socialista Svizzero           | 470 339   | 18,86 | 43    |
|        | PLR.I Liberali Radicali               | 408 793   | 16,39 | 33    |
|        | Partito Popolare Democratico          | 289 719   | 11,61 | 27    |
|        | Verdi Svizzeri                        | 176 075   | 7,06  | 11    |
|        | Partito Verde Liberale della Svizzera | 115 604   | 4,63  | 7     |
|        | Partito Borghese Democratico          | 102 598   | 4,11  | 7     |
|        | Partito Evangelico Svizzero           | 47 355    | 1,90  | 2     |
|        | Unione Democratica Federale           | 29 701    | 1,19  | –     |
|        | Lega dei Ticinesi                     | 24 713    | 0,99  | 2     |
|        | Partito del Lavoro - SolidaritéS      | 20 199    | 0,81  | 1     |
|        | Partito Pirata                        | 10 373    | 0,42  | –     |
|        | Partito Cristiano-Sociale di Obvaldo  | 9 911     | 0,40  | 1     |
|        | Lista Alternativa                     | 8 908     | 0,36  | –     |
|        | Movimento dei Cittadini Ginevrini     | 8 069     | 0,32  | 1     |
|        | Partito Cristiano Sociale             | 5 207     | 0,21  | –     |
|        | Ecopop                                | 3 649     | 0,15  | –     |
|        | Democratici Svizzeri                  | 3 052     | 0,12  | –     |
|        | Altri                                 | 25 981    | 1,04  | –     |
| Totale | Totale                                | 2 494 417 | 100   | 200   |

| Riepilogo dei voti                    | Riepilogo dei voti                    | Riepilogo dei voti                    | Riepilogo dei voti | Riepilogo dei voti | Riepilogo dei voti | Riepilogo dei voti |
| ------------------------------------- | ------------------------------------- | ------------------------------------- | ------------------ | ------------------ | ------------------ | ------------------ |
| Unione Democratica di Centro          | Unione Democratica di Centro          | Unione Democratica di Centro          |                    |                    | 29,43%             | ▲ 2,83             |
| Partito Socialista Svizzero           | Partito Socialista Svizzero           | Partito Socialista Svizzero           |                    |                    | 18,86%             | ▲ 0,16             |
| PLR.I Liberali Radicali               | PLR.I Liberali Radicali               | PLR.I Liberali Radicali               |                    |                    | 16,39%             | ▲ 1,26             |
| Partito Popolare Democratico          | Partito Popolare Democratico          | Partito Popolare Democratico          |                    |                    | 11,61%             | ▼ 0,68             |
| Verdi Svizzeri                        | Verdi Svizzeri                        | Verdi Svizzeri                        |                    |                    | 7,06%              | ▼ 1,38             |
| Partito Verde Liberale della Svizzera | Partito Verde Liberale della Svizzera | Partito Verde Liberale della Svizzera |                    |                    | 4,63%              | ▼ 0,76             |
| Partito Borghese Democratico          | Partito Borghese Democratico          | Partito Borghese Democratico          |                    |                    | 4,11%              | ▼ 1,32             |
| Partito Evangelico Svizzero           | Partito Evangelico Svizzero           | Partito Evangelico Svizzero           |                    |                    | 1,90%              | ▼ 0,10             |
| Unione Democratica Federale           | Unione Democratica Federale           | Unione Democratica Federale           |                    |                    | 1,19%              | ▼ 0,07             |
| Lega dei Ticinesi                     | Lega dei Ticinesi                     | Lega dei Ticinesi                     |                    |                    | 0,99%              | ▼ 0,20             |
| Partito del Lavoro - SolidaritéS      | Partito del Lavoro - SolidaritéS      | Partito del Lavoro - SolidaritéS      |                    |                    | 0,81%              | ▼ 0,06             |
| Altri <0,50%                          | Altri <0,50%                          | Altri <0,50%                          |                    |                    | 3,01%              | N/A                |
| Riepilogo dei seggi                   |                                       |                                       |                    |                    |                    |                    |
|                                       |                                       |                                       |                    |                    |                    |                    |
| PdL                                   | 1                                     | ▲ 1                                   |                    | PS                 | 43                 | ▼ 3                |
| Verdi Svizzeri                        | 11                                    | ▼ 4                                   |                    | PEV                | 2                  | ━                  |
| MCG                                   | 1                                     | ━                                     |                    | PVL                | 7                  | ▼ 5                |
| PPD - CSP OW                          | 28                                    | ▼ 1                                   |                    | PBD                | 7                  | ▼ 2                |
| PLR                                   | 33                                    | ▲ 3                                   |                    | Lega dei Ticinesi  | 2                  | ━                  |
| UDC                                   | 65                                    | ▲ 11                                  |                    |                    |                    |                    |

### Consiglio degli Stati
|        |                                       |       |       |       |  |  |  |  |  |  |  |  |  |  |
| Liste  | Liste                                 | Seggi | Seggi | Seggi |  |  |  |  |  |  |  |  |  |  |
| Liste  | Liste                                 | 2011  | 2015  | +/–   |  |  |  |  |  |  |  |  |  |  |
|        | Partito Popolare Democratico          | 13    | 13    | 0     |  |  |  |  |  |  |  |  |  |  |
|        | PLR.I Liberali Radicali               | 11    | 13    | 2     |  |  |  |  |  |  |  |  |  |  |
|        | Partito Socialista Svizzero           | 11    | 12    | 1     |  |  |  |  |  |  |  |  |  |  |
|        | Unione Democratica di Centro          | 5     | 5     | 0     |  |  |  |  |  |  |  |  |  |  |
|        | Verdi Svizzeri                        | 2     | 1     | 1     |  |  |  |  |  |  |  |  |  |  |
|        | Partito Borghese Democratico          | 1     | 1     | 0     |  |  |  |  |  |  |  |  |  |  |
|        | Partito Verde Liberale della Svizzera | 2     | 0     | 2     |  |  |  |  |  |  |  |  |  |  |
|        | Indipendente                          | 1     | 1     | 0     |  |  |  |  |  |  |  |  |  |  |
| Totale | Totale                                | 46    | 46    |       |  |  |  |  |  |  |  |  |  |  |